# رشتاباد قدیم
رشتاباد قدیم یکی از روستاهای استان آذربایجان شرقی است که در دهستان آذغان بخش مرکزی شهرستان اهر واقع شده‌است.این روستا ۵۲۸ نفر جمعیت دارد.